# Somalia na Mistrzostwach Świata w Lekkoatletyce 2017
Somalia na Mistrzostwach Świata w Lekkoatletyce 2017 – reprezentacja Somalii podczas Mistrzostw Świata w Londynie liczyła 1 zawodnika, który nie zdobył medalu.

## Rezultaty
| Zawodnik             | Konkurencja         | Eliminacje | Eliminacje | Finał    | Finał   |
| Zawodnik             | Konkurencja         | Rezultat   | Pozycja    | Rezultat | Pozycja |
| -------------------- | ------------------- | ---------- | ---------- | -------- | ------- |
| Mohamed Daud Mohamed | Bieg na 5000 metrów | 14:34,27   | 36.        | NQ       | NQ      |